# Мардук-аххе-еріба
Мардук-аххе-еріба (д/н — 1045 до н. е.) — цар Вавилону близько 1046—1045 років до н. е. Ім'я перекладається як «Мардук замінив мені братів» (часте ім'я для молодших синів).

## Життєпис
Походження є суперечливим. Можливо був якимось родичем царю Адад-апла-іддіну. Відомий лише з напису на кудурру (межового каменю) з Біт-Пірі-Амуру (Північна Вавилонія) та ассирійського тексту «Пророцтво А».
Панував менше року. Відомий його конфлікт з Еламом, але обставини, причини і наслідки цього не з'ясовано Помер близько 1045 року до н. е., проте свідчить про насильницький характер відсутні. Новим царем став Мардук-зер-...